# Nguyễn Phúc Đôn Trinh
Nguyễn Phúc Đôn Trinh (chữ Hán: 阮福敦貞; 1838 – 1890), trước có tên là Diễm Giai (艷媘) (Nguyễn Phúc tộc thế phả ghi là Hài), phong hiệu Phú Lệ Công chúa (富麗公主), là một công chúa con vua Thiệu Trị nhà Nguyễn trong lịch sử Việt Nam.

## Tiểu sử
Công chúa Đôn Trinh sinh năm Mậu Tuất (1838), là con gái thứ 18 của vua Thiệu Trị, mẹ là Tam giai Đức tần Nguyễn Thị Huyên. Công chúa là chị cùng mẹ với Phú Lương công Hồng Diêu, hoàng tử thứ 25 của Thiệu Trị. Sử sách ghi lại, chúa Đôn Trinh là người đôn hậu, cung kiệm, hành động có lễ giáo, đúng cốt cách của bậc Công chúa nhà Chu.
Tự Đức năm thứ 6 (1853), vua anh gả công chúa Đôn Trinh cho Phò mã Đô úy Nguyễn Cửu Toản, con trai của Tổng đốc Ninh Thái Nguyễn Văn Đức, người huyện Tống Sơn, Thanh Hóa. Công chúa sinh được một con trai tên là Nguyễn Cửu Chuẩn (hoặc Thuần), và ba người con gái khác.
Năm Tự Đức thứ 22 (1869), bà Đôn Trinh được sách phong làm Phú Lệ Công chúa (富麗公主).
Năm Thành Thái thứ 2 (1890), công chúa Đôn Trinh mất, thọ 53 tuổi., thụy là Mỹ Thục (美淑). Tẩm mộ của công chúa hiện nay tọa lạc tại kiệt 106 Minh Mạng, phường Thủy Xuân, Huế. Bảy năm sau đó (1897), phò mã Toản cũng qua đời.